# Sid Owen
David Sutton (Londres, Inglaterra; 12 de enero de 1972), más conocido como Sid Owen, es un actor, cantante y presentador inglés conocido por interpretar a Ricky Butcher en la serie EastEnders.

## Biografía
Es hijo de David y Joan Sutton, tiene tres hermanos mayores Mark, Darren y Scott Sutton. Su padre los dejó cuando Sid apenas tenía seis años y su madre murió cuando tenía ocho después de perder su batalla contra el cáncer de páncreas. Después de la muerte de su madre Sid fue criado por su tía materna Carol Sullivan y el esposo de esta, Michael. De 2000 a 2006 llevó un restaurante en Aubeterre-sur-Dronne, Francia.
En 2000 se comprometió con la bailarna exótica Carty Hubbard. Sin embargo, la relación terminó en 2003.
En octubre de 2006 comenzó a salir con la actriz Polly Parsons, pero terminaron en 2008 después de que Polly atacara a Sid con su bolsa afuera de un bar cuando este saludó a una fan. Sin embargo, dos meses después regresaron y en octubre de 2009 durante unas vacaciones en Barbados Sid le propuso matrimonio a Polly y ella aceptó. En abril de 2012 y tras seis años, Sid anunció que el compromiso se había roto y que había terminado con Polly.
Desde 2012 Sid salió brevemente con la modelo Laura Garner, quien era dieciséis años menor que él.
En septiembre de 2021 anunció que su actual prometida, Victoria Shores, estaba embarazada. Se conocieron a principios de los 2000 y retomaron su relación en 2020. Victoria tiene dos hijos de una relación anterior. En enero de 2022 anunció el nacimiento de su primera hija, Skye, quien nació prematura y tras un parto complicado. Su novia había sufrido un aborto espontáneo el año anterior en la primera etapa de su embarazo.

## Carrera
El 12 de mayo de 1988 se unió al elenco de la exitosa serie británica EastEnders donde interpretó al simpático Ricky Butcher hasta 2000 después de que Sid decidiera irse para seguir una carrera musical, posteriormente regresó de nuevo al programa en 2002 donde interpretó de nuevo a Ricky hasta 2004 después de que la productora Louise Berridge decidiera quitarlo, casi cuatro años después Sid regresó al programa en marzo de 2008 y desde entonces interpreta a Ricky. El 26 de febrero de 2011 se anunció que Sid se tomaría un descanso y regresó a la serie el 13 de diciembre de 2011, sin embargo se fue de nuevo el 17 de enero de 2012. Regresó de nuevo el 20 de junio del mismo año y se fue el 29 de junio del mismo año. Ricky es uno de los personajes más populares entre la público y con más tiempo en la serie. 
En 2005 participó en el programa I'm a Celebrity, Get Me Out of Here! quedando en el tercer lugar. 
En 2006 se unió como personaje recurrente a la serie Bad Girls donde interpretó al oficial Donny Kimber.
El 30 de agosto de 2007 publicó su libro de cocina llamado "Life on a Plate: The Journey of an Unlikely Chef".
En 2010 participó en el video "Love Machine" donde varios de los actores que participan en EastEnders aparecieron entre ellos Patsy Palmer, Shona McGarty, Lacey Turner, Neil McDermott, Pam St. Clement, Steve McFadden, Charlie Brooks, Adam Woodyatt y Jake Wood.

## Filmografía
- Series de Televisión.:

| Año                             | Título             | Personaje      | Notas                    |
| ------------------------------- | ------------------ | -------------- | ------------------------ |
| 1988-2000, 2002-2004, 2008-2012 | EastEnders         | Ricky Butcher  | 1187 episodios           |
| 2007                            | The Bill           | Trevor Jones   | 4 episodios              |
| 2006                            | Bad Girls          | Donny Kimber   | 11 episodios             |
| 1998                            | Lenny Goes to Town | -              | episodio "Cambridge"     |
| 1984                            | Bottle Boys        | Joven          | episodio "Fools Rush In" |
| 1984                            | Weekend Playhouse  | Patrick        | episodio "The Firm"      |
| 1983                            | Juty               | Barry Thompson | episodio "Mick"          |

- Películas.:

| Año  | Título     | Personaje | Notas |
| ---- | ---------- | --------- | ----- |
| 1985 | Revolution | Joven Ned | -     |

- Apariciones.:

| Año             | Título                            | Notas                       |
| --------------- | --------------------------------- | --------------------------- |
| 2012 - presente | Strictly Come Dancing             | concursante                 |
| 2010            | EastEnders: Last Tango in Walford | apareció como Ricky Butcher |
| 2002            | EastEnders: Ricky & Bianca        | apareció como Ricky Butcher |

- Teatro.:

| Año         | Obra                            | Personaje       | Teatro                           | Notas                             |
| ----------- | ------------------------------- | --------------- | -------------------------------- | --------------------------------- |
| 2007 - 2008 | Snow White and the Seven Dwarfs | Prince Charming | Beck Theatre en Hayes, Middlesex | junto a Tony Rudd & Polly Parsons |

## Discografía
En junio de 2000 lanzó su canción "Good Thing Going" la cual alcanzó el número 14 en la lista de singles del Reino Unido.
| Año  | Canción                              | Notas                |
| ---- | ------------------------------------ | -------------------- |
| 2000 | Good Thing Going                     | junto a Chukki Starr |
| 1995 | Better Believe It (Children In Need) | junto a Patsy Palmer |

## Premios y nominaciones
| Año  | Categoría                                         | Premio             | Serie      | Resultado |
| ---- | ------------------------------------------------- | ------------------ | ---------- | --------- |
| 2010 | Best On-Screen Partnership (junto a Patsy Palmer) | British Soap Award | EastEnders | Nominados |
| 2001 | Best On-Screen Partnership (junto a Patsy Palmer) | British Soap Award | EastEnders | Nominados |